# Max Liebermann (målning)
Max Liebermann är en oljemålning av Anders Zorn från 1891–1896. Målningen ingår i Zornsamlingarna i Mora.
Zorns målning är ett porträtt av hans tysk-judiske konstnärsvän Max Liebermann (1847–1935). Zorn målade 1896 även ett porträtt av Liebermans hustru Martha, född Marckwald 1857 och död genom självmord dagen före hennes planerade transport till Theresienstadt 1943.
Zorns båda porträtt hängde från 1896 i paret Liebermanns eleganta ateljé på Pariser Platz som var centrum för den franskinspirerade kultureliten i Berlin dit den Parisboende Zorn tillhörde. Liebermann hade en stor konstsamling som innehöll flera målningar av de samtida, men ännu inte etablerade, franska impressionisterna såsom Claude Monet, Edgar Degas, Camille Pissarro och Alfred Sisley. Idag ingår Zorns båda porträtt av makarna Liebermann i Zornsamlingarna i Mora.

## Relaterade målningar

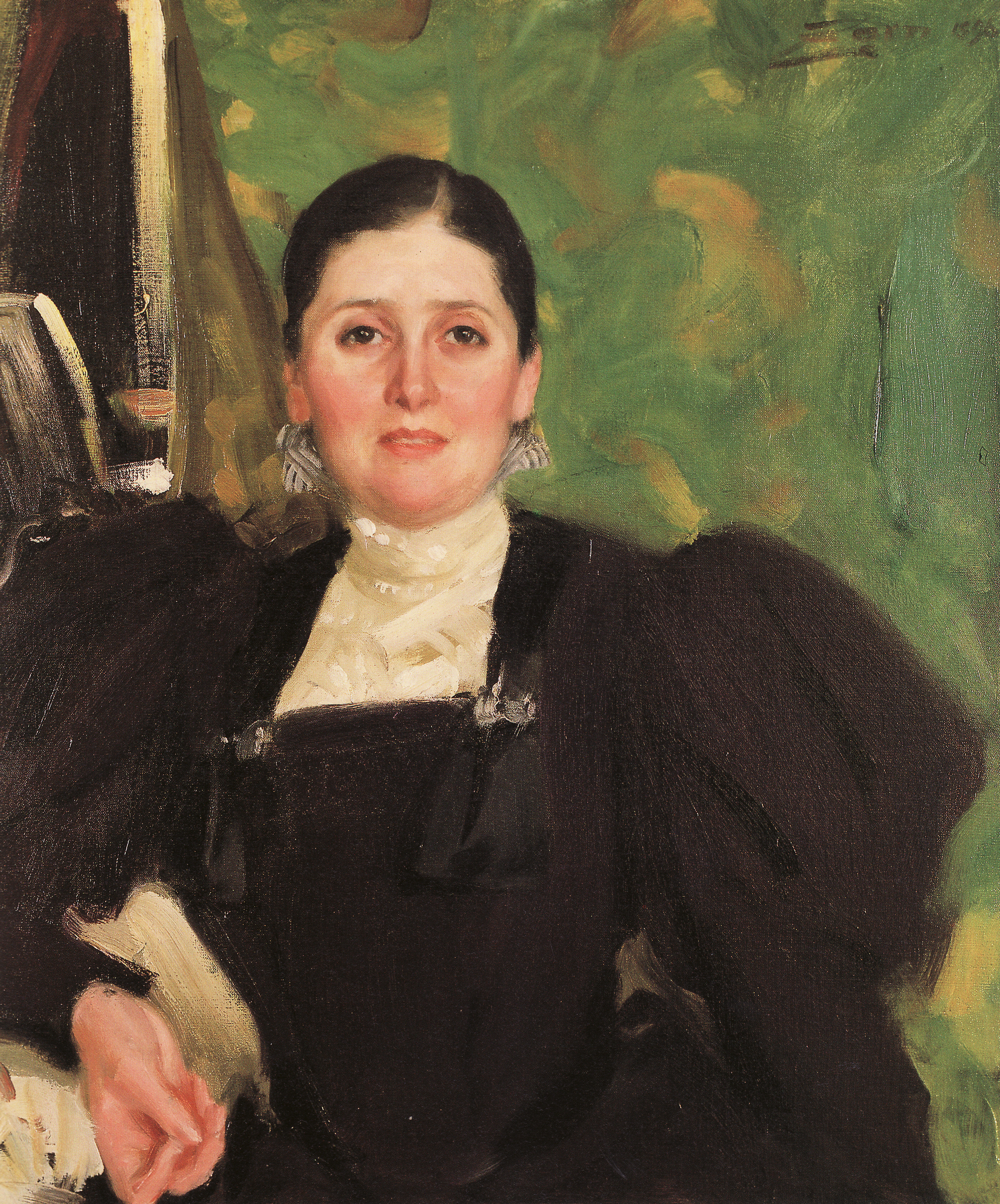
Zorns porträtt av Marta Liebermann från 1896. Zornsamlingarna.